# 蒲公英女孩
蒲公英女孩（The Dandelion Girl）是一篇科幻短篇小說，作者是美國的科幻作家羅伯特·F·楊（Robert F. Young）。本作大約只有5600個英文單詞，於1961年4月1日在美國的 The Saturday Evening Post 初次發表。本作後來又於羅伯特‧楊1965年的短篇小說集 The Worlds of Robert F Young: Sixteen Stories of Science Fiction and Fantasy 中收錄，本作中的「前天看到了小兔，昨天是小鹿，今天是你」（"Day before yesterday I saw a rabbit, and yesterday a deer, and today, you."）在全文中出現了六次。故事的主要角色是一名名叫馬克‧藍道夫（Mark Randolph）的中年男子，他遇見來自240年後的未來，一個年紀大約只有他一半大的女孩。本作亦影響了許多後續作品。

## 劇情概要
蒲公英女孩的主題在一名44歲的男子馬克‧藍道夫（Mark Randolph）身上打轉，馬克是一名替他自己的小公司工作的律師，他和妻子安（Anne）的第一次見面源起於她在故事開始前二十年成為他的新秘書。馬克每兩年就會暫時離開他的工作崗位，給自己放個假。故事從他在1961年9月的第二場假期開始，安不再是他的秘書了，而且因為被選為陪審團的一員而不能前來，所以馬克只好獨自一人展開假期。馬克到了一個離他工作的城市不遠的鄉下地方，而那座都市依然可以從一個可以俯瞰四處的山丘頂部看見。馬克選擇了森林中一棟湖邊的小木屋居住。
在這個為期兩周的假期的某一天，馬克爬上鄰近的山丘頂，遇見一名21歲的女孩：茱莉‧丹佛斯（Julie Danvers）。茱莉有一雙湛藍色的雙眸，蒲公英色的頭髮，穿了一件白色洋裝。她告訴馬克她來自於2201年，靠她父親發明的時光機來回兩個時間端點。馬克不怎麼相信她，但順著她充滿想像力的故事談天。在幾個小時的聊談以後，茱莉告訴他她明天同樣的時間還再會回來。馬克隔天也登上小丘，而茱莉已經在那裡了，身穿一件水藍的洋裝，他們再度聊了起來，讓兩人對彼此有了更深入了瞭解。茱莉說了更多關於他父親的事，茱莉認為他是個十分高尚的人，同時因為他身為肢障者，他非常需要人照顧。儘管時空旅行是違法的，並要躲避時空警察的追緝，茱莉還是使用她父親獨立發明的時光機穿梭時空。馬克和茱莉又再一次約好要見面：馬克已經深愛上茱莉了，但是他卻因為自己的婚姻狀況和從未如此愛上安以外的女人而對自己感到厭惡。
隔天，馬克再次在山丘上遇見茱莉，這次她穿了一件黃色的洋裝。他們在丘頂對談，約好了明天再次見面。然而，當馬克回來的時候，茱莉卻沒有出現。在一陣漫長的等待以後，馬克爬下山坡，並在隔天回來，這次他又失望了。到了第三天，茱莉還是沒有來。在第四天，馬克終於找到了茱莉，但她這回穿了一襲黑色洋裝，而眼中泛著淚水。原來，茱莉的父親死了，而她回來告訴馬克她的時光機已經快要無法使用了。在向馬克告白以後，她離開了。接下來的日子，馬克每天都到山丘上等她，但一直到假期結束，他都沒有再遇見茱莉。
馬克結束了假期返家，當他試著掩飾茱莉對他造成的影響時，他認為安已經發現他的異狀。每個星期天下午，馬克都會開車到山丘，但茱莉不再出現了。在十一月中的某個雨天，安出外參加賓果遊戲，留下馬克獨自一人在家。因為感到無聊，他到閣樓找了一些拼圖遊戲來玩，但他不小心把安的手提箱從架子上弄掉了，手提箱生鏽的鎖也因此碎裂。陳在裡面的是茱莉穿過的白洋裝，馬克突然明白了，明白安就是茱莉。她回到馬克二十來歲的時候，以假名安應徵為他的秘書。馬克穿上雨衣，在那個下著雨的夜晚奔出家門，而安正搭著巴士回來。在碰觸了她被雨水濡溼的臉頰之後，安突然了解到一切都沒事了，在她眼中停滯了二十年的恐懼也一掃而散。在雨中，馬克牽著安的手回家。

## 評價
某些評論者評道「雖然我讀過了許多其他感人肺腑的愛情故事，但這是非常讓人難忘的作品，對我來說是一種全然不同的感受──別問我原因。」（"All I know is that, though I have read other touching love stories in our genre, this one made a personal impression, a unique connection for me—don't ask why."） 而在科幻文學雜誌 Locus 上指出本作在早川書房的 SF Magazine 對「任何時代、非日本的科幻作品」的票選中奪得第八名。

## 影響
蒲公英女孩影響了日本的出淵裕的動畫《翼神世音》 ，而「前天看到了小兔，昨天是小鹿，今天是你」在遊戲《CLANNAD》和其動畫版中不斷被複述。